# 野生司義光
野生司 義光（のうす よしみつ、1949年- ）は、日本の建築家。野生司環境設計を主宰。
東京都北区神谷町生まれ。

## 概要
- 父は建築家・野生司義章。母はハワイ日系二世。
- 1968年、大学受験の際、父から東京大学に行くようにと厳命され受験するも、2次試験で落ち一浪
- 1969年（昭和44年）、東大安田講堂事件のため東大入試が実施されなかったため、父が教授を務めていた千葉工業大学に入学。
- 1973年（昭和48年）、千葉工業大学工学部建築学科を卒業。卒業設計で最優秀賞
- 1973年から1990年（平成2年）、松田平田設計で庁舎建築、オフィスビル建築などの設計に携わる
- 1990年（平成2年）、茶室をもつペントハウスで日本建築士連合会｢私の推薦する作品｣優秀賞
- 1991年（平成3年）に野生司環境設計を設立し独立をする。同年、紀尾井久兵衛で商環境デザイン賞入選
- 1992年（平成3年） 神戸市狩口地区センターコンペティションで優秀賞
- 1994年（平成5年） 銀座久兵衛で、東京都建築士事務所協会東京建築賞優秀賞
- 2003年（平成15年）建築設備綜合協会環境・設備デザイン賞
- 2004年（平成16年）東邦音楽大学グランツザールで、かわごえ都市景観デザイン賞、埼玉県彩の国景観賞受賞

## 代表作品
- 銀座久兵衛本店
- イトーピア日本橋SAビル
- プレイス白金
- 東急ドエル・プレステージ目白台
- 伊藤忠健保熱海保養所
- プレステージ田園調布一丁目
- ヴェーゼント芝の杜、
- ギンザ・ピーアーク銀座店
- 湯島カスタムビル
- ヤマザキ動物看護短期大学校舎、ヤマザキ動物専門学校本校舎
- 東邦音楽大学コンサートホール

## 主なコンペ歴
- 1993年   東京建築士会主催ヤクルト独身寮開建築設計競技佳作入選

## 所属団体
- 日本建築家協会
- 日本建築学会
- 東京建築士会
- 東京都建築士事務所協会